# Чертаново Центральное
Черта́ново Центра́льное — район в Москве, расположенный в Южном административном округе, и соответствующее ему одноимённое внутригородское муниципальное образование.

## Показатели
Площадь территории района составляет 651,59 га (2010 год), население — 116698 человек (2018 год), плотность населения — 17909,73 чел./км² (2018 год), площадь жилого фонда — 2907 тыс. м² (2010 год).

## Границы

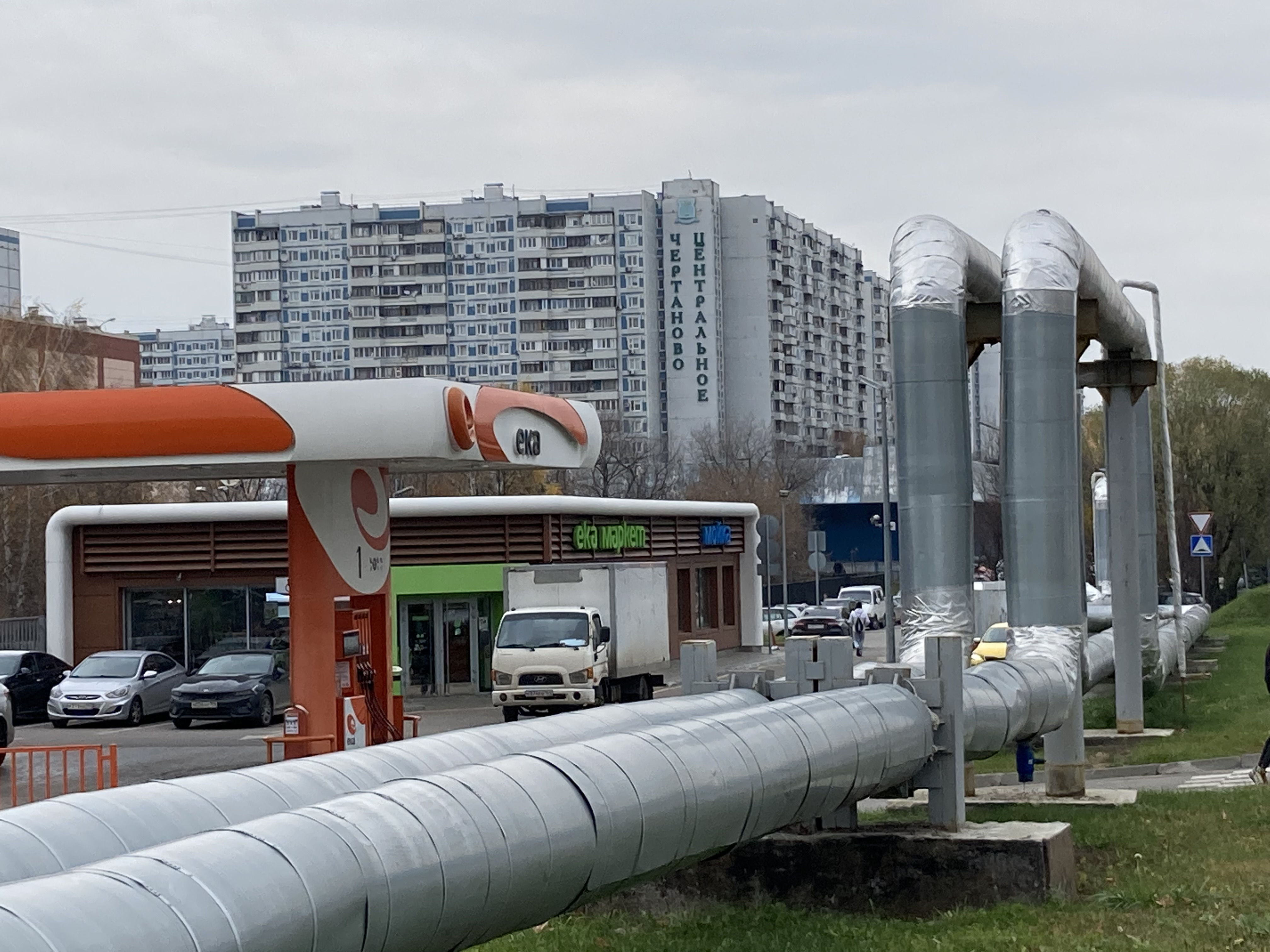
Вид района Чертаново Центральное

Границы района определены Законом города Москвы «О территориальном делении города Москвы» от 5 июля 1995 года (с изменениями на 26 июня 2013 года):
Граница района Чертаново Центральное проходит: по южным границам домовладений № 144 по Варшавскому шоссе и № 19 (корпус 2) по Кировоградской улице, далее по осям: Кировоградской улицы, Кировоградского проезда, Чертановской улицы, северной границе оврага реки Городни, пересекая овраг до межевого знака № 2, далее на запад по тальвегу оврага реки Городни, далее общим направлением на север по границе лесного массива природно-исторического парка «Битцевский лес», включая земельный участок ООО «Эллис-Транс» и прилегающую территорию, земельные участки владения № 13, ФСБ, гаражи, расположенные по улице Красного Маяка, земельный участок психоневрологического интерната № 30, до межевого знака № 1, далее на восток по северной границе владения ОАО «Мосэнерго», на юго-восток по северо-восточной границе владения № 12, осям: Днепропетровской улицы, проектируемого проезда № 5212 (А), Варшавского шоссе, по осям проектируемого проезда № 5150 и улицы Дорожной, южным границам владения № 3 по Дорожной улице, осям полос отвода Павелецкого и Курского направлений Московской железной дороги, осям: улицы Подольских Курсантов и Варшавского шоссе до домовладения № 144 по Варшавскому шоссе.
Район имеет общую границу с районами Западное Бирюлёво, Восточное Бирюлёво, Царицыно, Северное Чертаново, Южное Чертаново и Ясенево.

## Население
| 2002     | 2010     | 2012     | 2013     | 2014     | 2015     | 2016     |
| -------- | -------- | -------- | -------- | -------- | -------- | -------- |
| 104 042  | ↗112 223 | ↗113 204 | ↗114 058 | ↗115 489 | ↗115 518 | ↗116 536 |
| 2017     | 2018     | 2019     | 2020     | 2021     | 2023     | 2024     |
| ↗116 575 | ↗116 698 | ↗117 092 | ↗117 308 | ↘113 235 | ↘113 208 | ↘111 983 |

Плотность населения — 17183,7 чел./км², площадь жилого фонда — 2907 тыс. м² (2010 год).

### Национальный состав
По итогам переписи населения 2020 года проживали следующие национальности (национальности менее 0,1 % и другое, см. в сноске к строке «Другие»):
| Национальность | Численность, чел. | Доля     |
| -------------- | ----------------- | -------- |
| Русские        | 75 125            | 66,34 %  |
| Украинцы       | 708               | 0,63 %   |
| Армяне         | 633               | 0,56 %   |
| Татары         | 632               | 0,56 %   |
| Азербайджанцы  | 625               | 0,55 %   |
| Узбеки         | 309               | 0,27 %   |
| Грузины        | 286               | 0,25 %   |
| Евреи          | 225               | 0,20 %   |
| Белорусы       | 224               | 0,20 %   |
| Таджики        | 176               | 0,16 %   |
| Аварцы         | 176               | 0,16 %   |
| Молдаване      | 173               | 0,15 %   |
| Другие         | 33 943            | 29,97 %  |
| Итого          | 113 235           | 100,00 % |

## Политическое устройство

### Законодательная власть Российской Федерации
Депутатом Государственной Думы Федерального Собрания Российской Федерации от района Чертаново Центральное избран Романенко Роман Юрьевич (210 одномандатный избирательный округ, созыв 2021—2026 гг.).

### Законодательная власть Москвы
Депутатом Московской городской Думы от района Чертаново Центральное избрана Русецкая Маргарита Николаевна (30 избирательный округ, созыв 2019—2024 гг.).

### Исполнительная власть Москвы
Исполнительную власть в Чертаново Центральное осуществляет Управа района, подведомственная Правительству Москвы. Координацию и контроль за деятельностью управы района осуществляет префект Южного административного округа города Москвы.
Глава управы назначается и освобождается от должности Мэром Москвы по представлению префекта Южного административного округа, согласованному с заместителем Мэра Москвы в Правительстве Москвы — руководителем Аппарата Мэра и Правительства Москвы.
Управу района возглавляет Глава — Мокан Галина Владимировна (с 23.10.2023).

### Местное самоуправление
Решение вопросов местного значения, владение, пользование и распоряжение муниципальной собственностью осуществляется Советом депутатов муниципального округа Чертаново Центральное.
Совет депутатов состоит из 10 человек. Главой избрана Шиндряева Наталья Николаевна (созыв 2022—2027 гг.).

## Герб и флаг

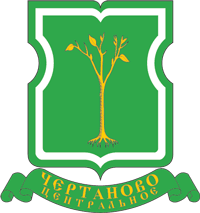
Герб района Чертаново Центральное

Герб и флаг утверждены и внесены в Геральдический реестр города Москвы с присвоением регистрационного номера 1 июня 2004 года.
Герб Чертанова Центрального представляет собой зелёный щит московской формы с серебряной внутренней каймой, на котором изображён золотой саженец. Кайма символизирует две реки — Котловку и Городню, русла которых проходят по территории муниципалитета. Саженец отражает исторически сложившийся род занятий местных жителей — выращивание для продажи саженцев плодовых деревьев, а также деревьев для устройства английских садов. Зеленый цвет поля напоминает о находившихся в прошлом на территории этой местности обширных садовых и огороднических угодий.

## Транспорт
На территории района расположено две станции метро — «Пражская» и «Южная» Серпуховско-Тимирязевской линии.

## Экология
Экологическая обстановка в Центральном Чертанове смешанная. На западе района она оценивается как наиболее безопасная ввиду отсутствия промзон, крупных автодорог и наличия на протяжении всей границы Битцевского леса. На востоке района экологическая обстановка неблагоприятная из-за расположенной промзоны № 65 «Чертаново» и пролегающего там Варшавского шоссе.

### Парки
- Битцевский лес
- Парк 30-летия Победы
- Народный парк
- Каскад Кировоградских прудов
- Парк-сквер «Родная гавань»

## Инфраструктура

### Учебные заведения
На территории района Чертаново Центральное находятся 3 школы: ГБОУ № 1173; № 556; № 1582; Центр образования «Столичный».

### Здравоохранительные учреждения
Район располагает детской (№ 129) и взрослой (№ 2, 2-й филиал) поликлиниками.

### Храмы
В районе имеются три действующих храма. Входят в состав Донского благочиния Московской городской епархии Русской православной церкви.
- Храм Троицы Живоначальной в Чертанове, Днепропетровская улица, 16 «Б». Деревянная церковь 2004 года. В 2012 году началось строительство нового храмового комплекса[30][31]. В 2022 году введён новый каменный, однокупольный храм с пристроенной колокольней и двухэтажным домом причта. В 2024 году храм был освящён патриархом Кириллом.
- Храм мученика Трифона при психоневрологическом интернате № 30 в Чертанове 1994 года, Днепропетровская улица, 14. Домовый храм. Приписной к приходу храма Троицы Живоначальной в Чертанове[32].
- Храм святителя Киприана, митрополита Московского 2014 года, улица Красного Маяка, 30. Храм введён в эксплуатацию в августе 2022 года[33][34].

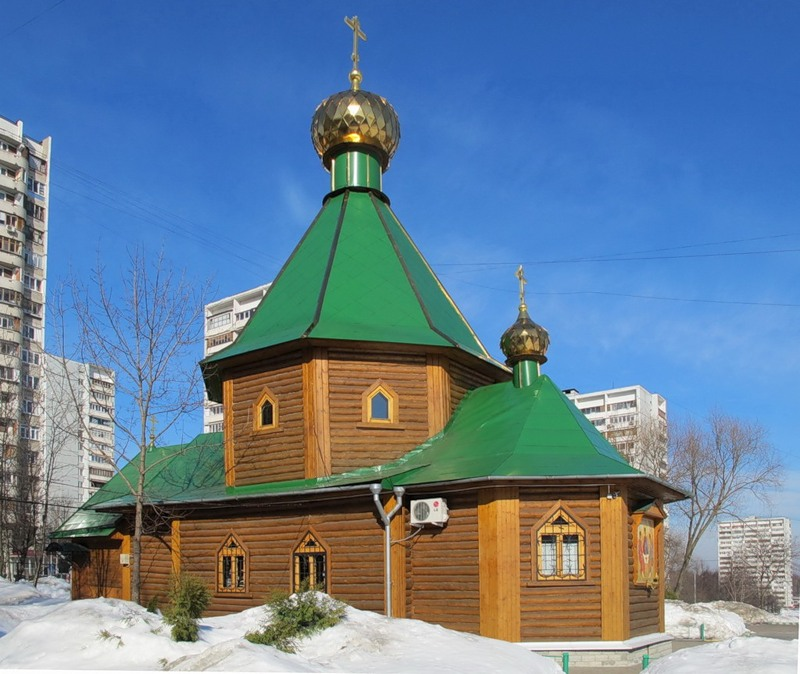
Церковь Живоначальной Троицы в Чертанове
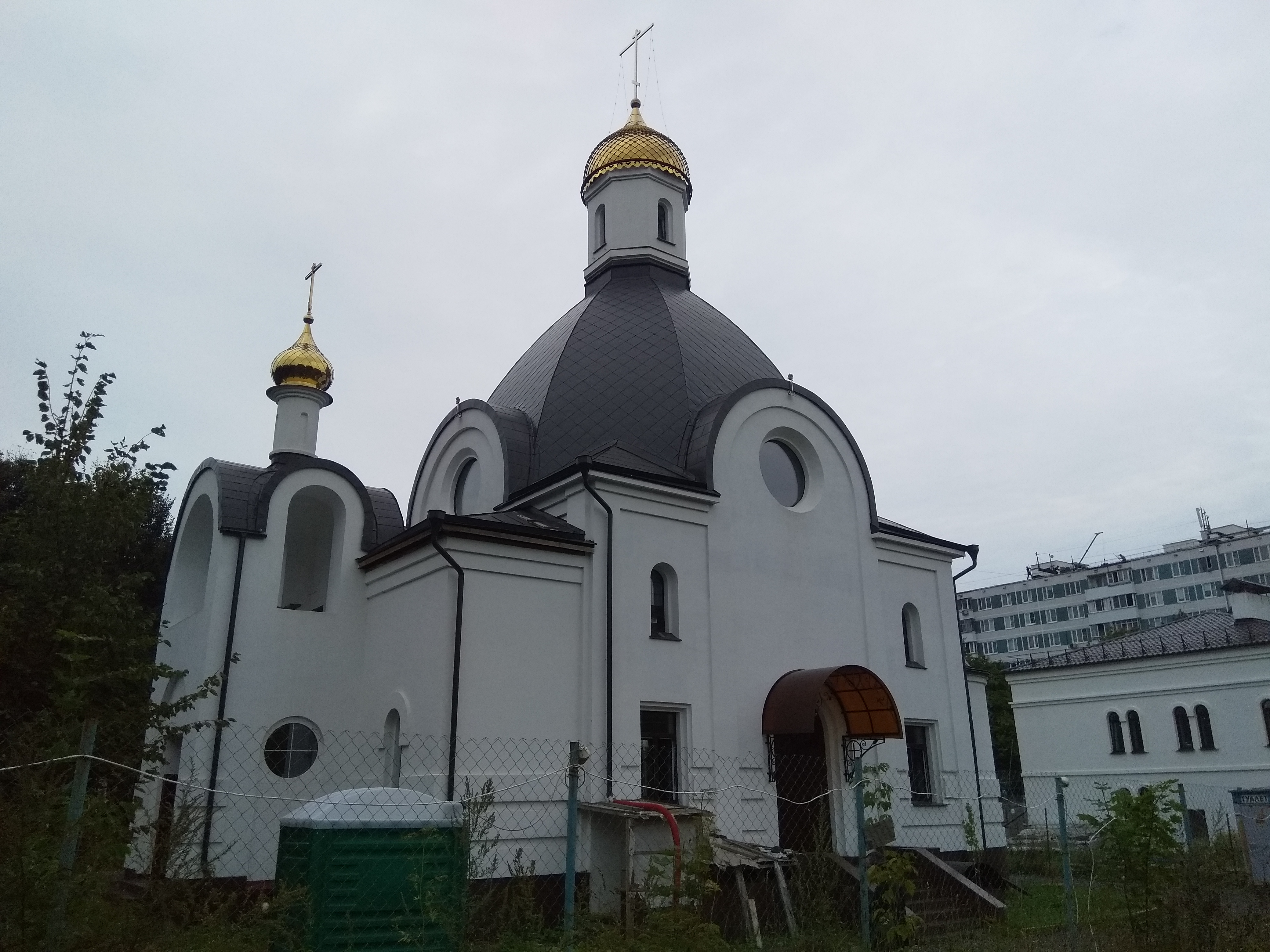
Храм святителя Киприана Московского в Чертанове

### Спорт
- Физкультурно-оздоровительный комплекс «Красный маяк» (МГФСО Москомспорта)

## Парки и скверы
Инклюзивный игровой парк находится на улице Красного Маяка 3Г, на территории школы. Представляет собой комплекс площадью свыше пяти тысяч квадратных метров, который включает воркаут-зону, а также площадки с игровыми и спортивными зонами, подходящие для детей и подростков разных возрастов.
Парк 30-летия Победы находится между улицами Кировоградская и Чертановская. Здесь установлен памятник детям-узникам фашистских лагерей. В восточной части расположен мемориальный комплекс. После благоустройства появилась сцена в форме пятиконечной звезды, которая стала одним из главных украшений парка. Также в парке появился фонтан, теннисный корт, столы для пинг-понга, новые зоны для отдыха, баскетбольная площадка, обновлённые детские игровые площадки.